# جایزه بزرگ مجارستان ۲۰۲۲
جایزه بزرگ مجارستان ۲۰۲۲ (که به‌طور رسمی با نام فرمول ۱ آرامکو مگیار ناگیدیژ ۲۰۲۲ شناخته می‌شود) یک مسابقه اتومبیل‌رانی فرمول یک است که در تاریخ ۳۱ ژوئیه ۲۰۲۲ در  پیست هونگارورینگ در موگورود، مجارستان برگزار می‌شود. این مسابقه سی و هفتمین دوره جایزه بزرگ مجارستان و سیزدهمین دور از مسابقات فرمول یک فصل ۲۰۲۲ است.

## زمینه

### جدول رده‌بندی قهرمانی قبل از مسابقه
ماکس فرستاپن پس از دور دوازدهم در فرانسه، با ۲۳۳ امتیاز، ۶۳ امتیاز بیشتر از شارل لکلرک در رده دوم و ۷۰ امتیاز بیشتر از هم‌تیمی خود سرجیو پرز در رتبه سوم، صدرنشین جدول قهرمانی رانندگان است. در جدول قهرمانی سازندگان، ردبول ریسینگ با ۳۹۶ امتیاز صدرنشین است. فراری با ۳۱۴ امتیاز و مرسدس با ۲۷۰ امتیاز در رده دوم و سوم قرار دارند.

### شرکت‌کنندگان
رانندگان و تیم‌ها همان لیست ورود به فصل هستند و هیچ راننده دیگری برای مسابقه حضور ندارد. رابرت کوبیکا در اولین جلسه تمرین به جای والتری بوتاس برای آلفارومئو رانندگی کرد.

### انتخاب تایر
تأمین کننده تایر پیرلی ترکیبات سی۲، سی۳ و سی۴ (به ترتیب سخت، متوسط و نرم) را برای استفاده تیم‌ها در مسابقه اختصاص داده‌است.
| سخت‌تر ««« | C2 | C3 | C4 | »»» نرم‌تر |

## تمرین
قرار است سه جلسه تمرینی برای این جایزه بزرگ برگزار شود که هر جلسه یک ساعت طول می‌کشد. اولین و دومین جلسه تمرین روز جمعه ۲۹ ژوئیه در ساعت ۱۴:۰۰ و ۱۷:۰۰ به وقت محلی (یوتی‌سی ۲:۰۰+) و سومین جلسه تمرین شنبه ۳۰ ژوئیه ساعت ۱۳:۰۰ به وقت محلی برگزار شد.
در اولین جلسه تمرین، کارلوس ساینز سریع‌ترین زمان را ثبت کرد و ماکس فرستاپن و شارل لکلرک به ترتیب دوم و سوم شدند. در تمرین دوم لکلرک سریعترین راننده بود و لاندو نوریس و ساینز به ترتیب دوم و سوم شدند. در سومین جلسه تمرین سباستین فتل در پیچ ۱۰ تصادف کرد و باعث ایجاد پرچم قرمز شد. پس از شروع مجدد جلسه، نیکلاس لطیفی سریع‌ترین زمان را ثبت کرد و لکلرک و الکساندر آلبون به ترتیب دوم و سوم شدند.

## تعیین خط
تعیین خط ساعت ۱۶:۰۰ به وقت محلی در تاریخ ۳۰ ژوئیه برگزار شد. تعیین خط در شرایط خشک اما ابری برگزار شد.

### گزارش تعیین خط
در بخش اول تعیین خط (Q1) نیکلاس لطیفی، سریع‌ترین راننده در جلسه تمرین سوم، نتوانست فرم قبلی خود را تکرار کند و در رده ۲۰ قرار گرفت و در آخرین تلاش خود در پیج پایانی دچار اشتباه شد. یوکی سونودا، الکساندر آلبون، سباستین فتل، پیر گاسلی و لطیفی حذف شدند.
در بخش دوم تعیین خط (Q2) سرجیو پرز یک دور ثبت کرد که در ابتدا به دلیل نقض محدودیت‌های پیست حذف شد و پس از بازرسی بیشتر مجدداً بازگردانده شد و فیا تشخیص داد که او محدودیت‌های پیست را نقض نکرده است. پرز هنوز باید زمان دور بهتری را ثبت می‌کرد، اما ظاهراً کوین مگنوسن مانع او شد و باعث شد که تنها یازدهم شود. پرز، گوانیو ژو، مگنوسن، لانس استرول و میک شوماخر در بخش دوم حذف شدند.
در بخش سوم تعیین خط (Q3) پس از ثبت زمان‌های اولیه، کارلوس ساینز و جورج راسل و شارل لکلرک در رتبه‌های اول و دوم و سوم قرار گرفتند. رهبر قهرمانی، ماکس فرستاپن، در هنگام ثبت زمان چرخ خودرویش قفل شد، بنابراین او تنها توانست هفتم شود. سپس همه خودروها یک دور دیگر برای به بدست آوردن پول پوزیشن انجام دادند، اگرچه فرستاپن مشکلات موتور داشت، که به این معنی بود که او قادر به ثبت دور نبود. راسل، راننده مرسدس، اولین پول پوزیشن خود را در دوران حرفه‌ای خود در فرمول یک به دست آورد، که بهترین مقام او نسبت به مقام دوم در گذشته بود که به طور مشترک در جایزه بزرگ صخیر ۲۰۲۰ (رانندگی برای مرسدس) و جایزه بزرگ بلژیک ۲۰۲۱ (رانندگی برای ویلیامز) به دست آورد. پول پوزیشن او همچنین اولین پول پوزیشن مرسدس پس از جایزه بزرگ عربستان سعودی ۲۰۲۱ و دویست و نود و یکمین پول پوزیشن یک راننده از بریتانیا در تاریخ قهرمانی جهان بود. هم‌تیمی راسل، لوئیس همیلتون، مشکل دی‌آر‌اس داشت و او تنها می‌توانست به رتبه هفتم دست یابد، که هشت دهم فاصله با پول پوزیشن داشت. رانندگان فراری ساینز و لکلرک به ترتیب دوم و سوم شدند، لاندو نوریس در رده چهارم و استابان اوکون در رتبه پنجم قرار گرفتند.

### پس از تعیین خط
پس از جلسه تعیین خط فرستاپن، پرز و گاسلی از برخورد استوارت‌ها با نقض محدودیت پیست انتقاد کردند. ویلیامز پس از اینکه مشخص شد از مجموعهای از تایرها نرم در مرحله اول تعیین خط (Q1) روی خودروی آلبون که تیم قبلاً به صورت الکترونیکی آن را بازگردانده بود استفاده کرده است ۱۰۰۰ یورو جریمه شد - که طبق مقررات ورزشی غیرقانونی است. استوارت‌ها پس از پذیرفتن اینکه هیچ مزیت ورزشی ناعادلانه‌ای با استفاده از این تایرها به دست نیامده و اینکه نقض قوانین صرفاً یک اشتباه اداری بود، تصمیم گرفتند که جریمه ورزشی اعمال نکنند.

### رده‌بندی تعیین خط
| جایگاه              | راننده         | شماره | تیم                       | زمان‌ها    | زمان‌ها    | زمان‌ها    | نوبت نهایی |
| جایگاه              | راننده         | شماره | تیم                       | مرحله اول | مرحله دوم | مرحله سوم | نوبت نهایی |
| ------------------- | -------------- | ----- | ------------------------- | --------- | --------- | --------- | ---------- |
| ۱                   | جورج راسل      | ۶۳    | مرسدس                     | ۱:۱۸٫۴۰۷  | ۱:۱۸٫۱۵۴  | ۱:۱۷٫۳۷۷  | ۱          |
| ۲                   | کارلوس ساینز   | ۵۵    | فراری                     | ۱:۱۸٫۴۳۴  | ۱:۱۷٫۹۴۶  | ۱:۱۷٫۴۲۱  | ۲          |
| ۳                   | شارل لکلرک     | ۱۶    | فراری                     | ۱:۱۸٫۸۰۶  | ۱:۱۷٫۷۶۸  | ۱:۱۷٫۵۶۷  | ۳          |
| ۴                   | لاندو نوریس    | ۴     | مک‌لارن-مرسدس              | ۱:۱۸٫۶۵۳  | ۱:۱۸٫۱۲۱  | ۱:۱۷٫۷۶۹  | ۴          |
| ۵                   | استابان اوکون  | ۳۱    | آلپاین-رنو                | ۱:۱۸٫۸۶۶  | ۱:۱۸٫۲۱۶  | ۱:۱۸٫۰۱۸  | ۵          |
| ۶                   | فرناندو آلونسو | ۱۴    | آلپاین-رنو                | ۱:۱۸٫۷۱۶  | ۱:۱۷٫۹۰۴  | ۱:۱۸٫۰۷۸  | ۶          |
| ۷                   | لوییس همیلتون  | ۴۴    | مرسدس                     | ۱:۱۸٫۳۷۴  | ۱:۱۸٫۰۳۵  | ۱:۱۸٫۱۴۲  | ۷          |
| ۸                   | والتری بوتاس   | ۷۷    | آلفارومئو-فراری           | ۱:۱۸٫۹۳۵  | ۱:۱۸٫۴۴۵  | ۱:۱۸٫۱۵۷  | ۸          |
| ۹                   | دنیل ریکیاردو  | ۳     | مک‌لارن-مرسدس              | ۱:۱۸٫۷۷۵  | ۱:۱۸٫۱۹۸  | ۱:۱۸٫۳۷۹  | ۹          |
| ۱۰                  | ماکس فرستاپن   | ۱     | ردبول ریسینگ-آربی‌پی‌تی     | ۱:۱۸٫۵۰۹  | ۱:۱۷٫۷۰۳  | ۱:۱۸٫۸۲۳  | ۱۰         |
| ۱۱                  | سرجیو پرز      | ۱۱    | ردبول ریسینگ-آربی‌پی‌تی     | ۱:۱۹٫۱۱۸  | ۱:۱۸٫۵۱۶  | —         | ۱۱         |
| ۱۲                  | گوانیو ژو      | ۲۴    | آلفارومئو-فراری           | ۱:۱۸٫۹۷۳  | ۱:۱۸٫۵۷۳  | —         | ۱۲         |
| ۱۳                  | کوین مگنوسن    | ۲۰    | هاس-فراری                 | ۱:۱۸٫۹۹۳  | ۱:۱۸٫۸۲۵  | —         | ۱۳         |
| ۱۴                  | لانس استرول    | ۱۸    | استون مارتین آرامکو-مرسدس | ۱:۱۹٫۲۰۵  | ۱:۱۹٫۱۳۷  | —         | ۱۴         |
| ۱۵                  | میک شوماخر     | ۴۷    | هاس-فراری                 | ۱:۱۹٫۱۶۴  | ۱:۱۹٫۲۰۲  | —         | ۱۵         |
| ۱۶                  | یوکی سونودا    | ۲۲    | آلفاتاوری-آربی‌پی‌تی        | ۱:۱۹٫۲۴۰  | —         | —         | ۱۶         |
| ۱۷                  | الکساندر آلبون | ۲۳    | ویلیامز-مرسدس             | ۱:۱۹٫۲۵۶  | —         | —         | ۱۷         |
| ۱۸                  | سباستین فتل    | ۵     | استون مارتین آرامکو-مرسدس | ۱:۱۹٫۲۷۳  | —         | —         | ۱۸         |
| ۱۹                  | پیر گاسلی      | ۱۰    | آلفاتاوری-آربی‌پی‌تی        | ۱:۱۹٫۵۲۷  | —         | —         | پیت‌لین۱    |
| ۲۰                  | نیکلاس لطیفی   | ۶     | ویلیامز-مرسدس             | ۱:۱۹٫۵۷۰  | —         | —         | ۱۹         |
| زمان ۱۰۷٪: ۱:۲۳٫۸۶۰ |                |       |                           |           |           |           |            |
| منابع:              |                |       |                           |           |           |           |            |

یادداشت‌ها
- ^ ۱ – پیر گاسلی رتبه ۱۹ را کسب کرد، اما به دلیل فراتر رفتن از سهمیه عناصر واحد قدرت، باید مسابقه را از رده آخر شروع کند. قطعات جدید پیشرانه در حالی که خودرو بدون اجازه نماینده فنی تحت پارک فرمه بود، تعویض شد. سپس او مجبور شد مسابقه را از پیت‌لین شروع کند.[۲۰]

## مسابقه
این مسابقه ساعت ۱۵:۰۰ به وقت محلی، در تاریخ ۳۱ ژوئیه برگزار شد.

### رده‌بندی مسابقه
| جایگاه                                                  | شماره | راننده         | سازنده                    | دور | زمان        | امتیاز |
| ------------------------------------------------------- | ----- | -------------- | ------------------------- | --- | ----------- | ------ |
| ۱                                                       | ۱     | ماکس فرستاپن   | ردبول ریسینگ-آربی‌پی‌تی     | ۷۰  | ۱:۳۹:۳۵٫۹۱۲ | ۲۵     |
| ۲                                                       | ۴۴    | لوییس همیلتون  | مرسدس                     | ۷۰  | ۷٫۸۳۴+      | ۱۹۱    |
| ۳                                                       | ۶۳    | جورج راسل      | مرسدس                     | ۷۰  | ۱۲٫۳۳۷+     | ۱۵     |
| ۴                                                       | ۵۵    | کارلوس ساینز   | فراری                     | ۷۰  | ۱۴٫۵۷۹+     | ۱۲     |
| ۵                                                       | ۱۱    | سرجیو پرز      | ردبول ریسینگ-آربی‌پی‌تی     | ۷۰  | ۱۶٫۶۸۸+     | ۱۰     |
| ۶                                                       | ۱۶    | شارل لکلرک     | فراری                     | ۷۰  | ۱۶٫۰۴۷+     | ۸      |
| ۷                                                       | ۴     | لاندو نوریس    | مک‌لارن-مرسدس              | ۷۰  | ۱:۱۸٫۳۰۰+   | ۶      |
| ۸                                                       | ۱۴    | فرناندو آلونسو | آلپاین-رنو                | ۶۹  | +۱ دور      | ۴      |
| ۹                                                       | ۳۱    | استابان اوکون  | آلپاین-رنو                | ۶۹  | +۱ دور      | ۲      |
| ۱۰                                                      | ۵     | سباستین فتل    | استون مارتین آرامکو-مرسدس | ۶۹  | +۱ دور      | ۱      |
| ۱۱                                                      | ۱۸    | لانس استرول    | استون مارتین آرامکو-مرسدس | ۶۹  | +۱ دور      |        |
| ۱۲                                                      | ۱۰    | پیر گسلی       | آلفاتاوری-آربی‌پی‌تی        | ۶۹  | +۱ دور      |        |
| ۱۳                                                      | ۲۴    | گوانیو ژو      | آلفارومئو-فراری           | ۶۹  | +۱ دور      |        |
| ۱۴                                                      | ۴۷    | میک شوماخر     | هاس-فراری                 | ۶۹  | +۱ دور      |        |
| ۱۵                                                      | ۳     | دنیل ریکیاردو  | مک‌لارن-مرسدس              | ۶۹  | +۱ دور۲     |        |
| ۱۶                                                      | ۲۰    | کوین مگنوسن    | هاس-فراری                 | ۶۹  | +۱ دور      |        |
| ۱۷                                                      | ۲۳    | الکساندر آلبون | ویلیامز-مرسدس             | ۶۹  | +۱ دور      |        |
| ۱۸                                                      | ۶     | نیکلاس لطیفی   | ویلیامز-مرسدس             | ۶۹  | +۱ دور      |        |
| ۱۹                                                      | ۲۲    | یوکی سونودا    | آلفاتاوری-آربی‌پی‌تی        | ۶۸  | +۲ دور      |        |
| ۲۰۳                                                     | ۷۷    | والتری بوتاس   | آلفارومئو-فراری           | ۶۵  | پیشرانه     |        |
| سریع‌ترین دور: لوییس همیلتون (مرسدس) - ۱:۲۱٫۳۸۶ (دور ۵۷) |       |                |                           |     |             |        |
| منابع:                                                  |       |                |                           |     |             |        |

یادداشت‌ها
- ^ ۱ – یک امتیاز برای سریع‌ترین دور.[۲۲]
- ^ ۲ – دنیل ریکاردو سیزدهم شد، اما به دلیل برخورد با لانس استرول، پنج ثانیه جریمه دریافت کرد.[۲۱]
- ^ ۳ – والتری بوتاس به دلیل گذراندن بیش از ۹۰ درصد مسافت مسابقه در رده‌بندی قرار گرفت.[۲۱]

## رده‌بندی قهرمانی پس از مسابقه
جدول رده‌بندی قهرمانی رانندگان
| ت. ج  | جایگاه | راننده       | امتیازات |
| ----- | ------ | ------------ | -------- |
|       | ۱      | ماکس فرستاپن | ۲۵۸      |
|       | ۲      | شارل لکلرک   | ۱۷۸      |
|       | ۳      | سرجیو پرز    | ۱۷۳      |
| ۱     | ۴      | جورج راسل    | ۱۵۸      |
| ۱     | ۵      | کارلوس ساینز | ۱۵۶      |
| منبع: |        |              |          |

جدول رده‌بندی قهرمانی سازندگان
| ت. ج  | جایگاه | سازنده                | امتیازات |
| ----- | ------ | --------------------- | -------- |
|       | ۱      | ردبول ریسینگ-آربی‌پی‌تی | ۴۳۱      |
|       | ۲      | فراری                 | ۳۳۴      |
|       | ۳      | مرسدس                 | ۳۰۴      |
|       | ۴      | آلپاین-رنو            | ۹۹       |
|       | ۵      | مک‌لارن-مرسدس          | ۹۵       |
| منبع: |        |                       |          |

- یادداشت: فقط پنج رده برتر برای هر دو مجموعه رده‌بندی قرار داده شده است.